# Placówka Straży Granicznej w Gołdapi
Placówka Straży Granicznej w Gołdapi – graniczna jednostka organizacyjna polskiej straży granicznej występująca  w strukturze Warmińsko-Mazurskiego Oddziału Straży Granicznej. Realizuje zadania w zakresie ochrony granicy państwowej, kontroli ruchu granicznego oraz zapobiegania i przeciwdziałania nielegalnej migracji.

## Formowanie i zmiany organizacyjne
24 sierpnia 2005 roku funkcjonującą dotychczas Graniczną Placówkę Kontrolną w Gołdapi przemianowano na placówkę Straży Granicznej w Gołdapi.
Do 2007 r. siedziba placówki mieściła się przy ul. Gumbińskiej. W latach 2005–2007 ze środków funduszu Schengen i inwestycyjnych SG przebudowano obiekt przy ul. Przytorowej 7 i tam przeniesiono główną siedzibę placówki.

## Terytorialny zasięg działania
Z dniem 21.12.2007 roku powiększono terytorialny zasięg działania poza strefę nadgraniczną o powiat gołdapski, piski, ełckim. Z dniem 15.01.2008 roku dokonano korekty terytorialnego zasięgu działania poza strefę nadgraniczną o powiat olecki, piski, ełcki.
Od 2011 placówka Straży Granicznej w Gołdapi ochrania odcinek granicy od znaku granicznego nr 2083 do znaku granicznego nr 2031 .
Linia rozgraniczenia:
1. z placówką Straży Granicznej w Dubeninkach:  wyłącznie znak graniczny nr 2031, dalej granica gmin Gołdap oraz Dubeninki.
2. Linia rozgraniczenia z placówką Straży Granicznej w Rutce Tartak: granica gmin Gołdap oraz Filipów[5] .
3. z placówką Straży Granicznej w Baniach Mazurskich:  włącznie znak graniczny nr 2083, m. Bałupiany, Kośmidry, wyłącznie Jabłońskie, Wronki Wielkie, Kowalki, Blenda[5] .

Poza strefą nadgraniczną obejmuje powiaty: olecki, piski, ełcki .

## Przejścia graniczne
- przejście graniczne Gołdap-Gusiew[6]

## Komendanci placówki
- mjr SG Ryszard Bogusz (2.01.2003-8.01.2008)
- mjr SG Sławomir Bilski (9.01.2008-18.02.2009)
- p.o. kpt. SG Tomasz Makowski (17.02.2009-31.03.2009)
- ppłk SG Dariusz Gałek (1.04.2009 - 02.2013)[4]
- ppłk SG Tomasz Makowski (od 9.05.2013)[7][8]